# مهدي عيسى الصقر
مهدي عيسى الصقر(1927 - 14 مارس 2006) هو روائي عراقي.

## حياته ونشأته
ولد في البصرة سنة 1927م، نشر أولى محاولاته القصصية في مجلة الأديب اللبنانية في الخمسينات من القرن الماضي، صدرت أولى مجموعاته القصصية (مجرمون طيبون) سنة 1954.

## مسيرته
يعد القاص مهدي عيسى الصقر من قصاصي جيل الخمسينات المجدد في العراق فهو إلى جوار عبد الملك نوري وفؤاد التكرلي ومحمود الظاهر ومحمود عبدالوهاب من القاصين الذين تمكنوا من المزج بين الواقعية لتسجيل أحداث اجتماعية مهمة وبين الفنية المعتمدة على المخيلة المحلقة في مناطق شعبية تستمد وعيها من المثيولوجي والغرائبي.
فقد عده الناقد الدكتور علي جواد الطاهر من أحد القاصين المتميزين في الأدب القصصي ولما ظهرت أولى مجموعاته القصصية في عام 1954 بعنوان «غضب المدينة» اسس رؤية نقدية للواقع، باسلوب فني جيخوفي حيث أن جيل الخمسينات كان واقعا تحت تأثير ثلاثة قصاصين كبار: إدغار آلان بو، وغي دو موباسان وأنطون تشيخوف. وكتاب القصة العراقيين وجدوا في فن تشيخوف القصصي اسلوبا فنيا يقربهم من القصة العالمية الحديثة. ويكشفون بفنيته عن ما تحت سطح الاحداث اليومية من واقعهم المغلف. كان تشيخوف بنبرته الشعرية، وجمله القصصية القصيرة المكثفة واحدا من أساتذة فن القص عالميا. ولما أسست هذه المجموعة الريادية للقصة القصيرة في العراق وجدت صداها في نقد ومقالات النقد العراقي إلى اليوم.
القاص مهدي عيسى الصقر ابن بيئة جنوبية مشبعة بالعمال والعمل، بالأجنبي المحتل وبأبن البلد. وبقي حتى بعد أن تقاعد من الوظيفة وانتقل إلى بغداد في السبعينات رجلا ملتصقا بالتيار التقدمي للفن القصصي العراقي.من هنا يكتسب الحديث عن فنه القصصي طابعا اجتماعياً هو الحديث عن تنقلات التيار التقدمي في الفن بين الواقعي في الخمسينات وبين التجريبي في الستينات.
عمل القاص مهدي عيسى الصقر موظفا في شركة نفط البصرة لاكثر من خمس وعشرين سنة وهو المكان الذي مكنه أن يكون أدبه وكتاباته خاضعة لحركة الشارع بتياريه: الموظفون والعمل.. وقد مكنته وظيفته هذه من أن يفهم معاناة عمال النفط ومشكلاتهم فهما طبقياًً. فكان في الخمسينات قريبا من أوضاعهم ومن أفكارهم دفعه ذلك لأن يرتبط بالتيار التقدمي اليساري وشهد على مدى عقود مظاهرات عمال النفط والديكيار والسيكاير والسينالكو والموانئ العراقية فاستبطن تلك الأحداث لاحقا في نتاجه. لذا فهومن القاصين القلائل الذين بقوا ملتزمين بالتيار الواقعي في القصة. لإيمانهم أن الواقعية غينة بالدلالات. ولو تمكنا كما أشار مرة من الفن الواقعي وفهمنا أبعاده وفنيته المضمرة في أحشاء الحدث الشعبي لاستطعنا بالفعل أن نكون مجربين في تيارات فنية أخرى.
ولذا فالكتابة الواقية عند مهدي عيسى الصقر لا تعني التراجع أو الرؤية بعين الآخر، بل تعني المزج بين احداث معاشة لا ترى إلا بعين فنان ملتزم بقضايا إنسانية لا يمكن أن تطرح إلا من موقع تقدمي.
في الستينات عندما طغى التيار التجريبي على فن القصة القصيرة، وكشف عن مستوى آخر للواقع لم تكن قصة الخمسينات قادرة على رؤيته لقصور أداتها عاد الصقر ليكتب القصة القصيرة ثانية ولكنه فضل عدم النشر، وفي رأيه أن التجريبية في القصة تنفلت في أحايين كثيرة من عقال الفنية والموضوعية. لكن التيار التجريبي في قصة الستينات تحول لاحقا إلى تيار راسخ في الثقافة الأمر الذي مهد للقاص مهدي عيسى الصقر العودة ثانية برؤية واقعية تجريبية. فهو قاص ما يزال يختزن الكثير من الأحداث التي لا يمكن أن تكتب إلا بالطريقة التجريبية المتقدمة وليس كما يفعل الشباب في الستينات.

## مسيرته الأدبية
و في أواسط السبعينات بدأ ينشر قصصا في مجلات عربية وعراقية من قصصه المتميزة«زيارة السيدة العجوز». والتي حملت عنوان مجموعته القصصية الثانية هي مجموعة قصصية وقف فيها على تنوع التيار الواقعي مع الكثير من البنية الشعرية الهادئة في النص.
في بغداد وجد أن الظروف المغايرة لجو البصرة تمكنه من ان يعيد نشاطه القصصي ولكن بأسلوبية جديدة فقد زاد في نصة تغريب الواقع، والبحث عن أفق حداثي في الموضوع الواقعي والعودة إلى تاريخية الحدث وإلى التعامل الحذر والدقيق مع المكان وهو ما ميز تيارا في القصة التي يمكن أن تقرأ من خلالها بعض ما حدث في المجتمع العراقي. وداب في هذه الفترة على كتابة تخطيطات أولية لمشاريع قصص قصيرة وروايات، هنا بدأ الفن يضغط عليه بعدما كانت المخيلة. ولكنه لم يكن مستعدا أن يغامر بالنشر في فترة ملتبسة.
يكتسب الحديث عن القاص مهدي عيسى الصقر جوانب مهمة من حياة الثقافة العراقية الحديثة. فهو من جنوب العراق ويعني ذلك كما انعكس في قصصة ورواياته أن البيئة الجنوبية كانت حاملة لنوى التحديث في الشعر وفي الفن المسرحي والقصصي. كما هي حاملة في الوقت نفسه لكل أقدام المحتلين الأجانب من فرس ومغول وإنكليز. ولذا كانت هذه البيئة وما تزال عرضة للتغيير الديموغرافي والجغرافي. ولا نعدم القول إذا قلنا أن البصرة وبقية المدن العراقية الجنوبية والشمالية قد تعرضت على يد حكام العراق ما يوازي ما تعرضت له على يد المحتلين. ضمن هذا المناخ المستمر منذ الحرب العالمية الأولى وحتى اليوم تتعايش الثقافات في مدينة البصرة وتتداخل التجارب. فهي مدينة ميناء ونفط ونخيل كما تجد فيها تجانسا غريبا لأقوام من مختلف شعوب العالم، فالمدن الميناء ذات طبيعة عالمية وأن حملت اسما محليا وتراثا عربيا. فهي كغيرها من موانئ العالم.
في هذا الجو وجد القاص مهدي عيس الصقر كما وجد كتاب آخرون: السياب وسعدي يوسف والبريكان ومحمود عبد الوهاب ويعرب السعيدي ومحمد خضير وعشرات من أدباء العراق الأرضية التي تنمو فيها المتناقضات وتتضح فيها خيوط السرد المختلفة المشارب. وقد مهدت هذه البيئة للقاص مهدي عيسى الصقر أن يجد في معسكرات الشعيبة وفي محلات البصرة القديمة مكانا وثيمة يستل منها قصصه وأحداثه. لعل روايته القصيرة الشاهدة والزنجي خير دليل على هذا التزاوج بين سكان المدينة وأحداثها.
بانتقال القاص مهدي عيسى الصقر إلى بغداد في أوائل السبعينات رغم أنه بقي صامتا لم يلتق بأحد لفترة طويلة إلا أنه كان ينتج وفي أواسط الثمانينات بدأ ينشر قصصه القصيرة في مجلة الأقلام العراقية والآداب البيروتية. وفي هذه الفترة بدأ يكتب روايته القصيرة الشاهدة والزنجي وهي باكورة نشاط استمر لعشر سنوات وعندما ظهرت في أواسط الثمانينات تعامل النقد العراقي معها تعاملا جادا.
وهي رواية تتحدث عن المدينة المحتلة من قبل الأجنبي وكيف يولد هذا الاحتلال خللا في العلاقات بين الناس تصل إلى حد الزنى والقتل للأجنبي فمن خلال امرأة شعبية تدفهعا الظروف لممارسة الجنس في البساتين يكشف عن بقعة غنية بالدلالة عندما تكون المرأة رمزا لمدينة محتلة من قبل الأنكليز. ومن داخل هذه البنية السياسية يطل مهدي عيسى الصقر على واقع المجتمع العراقي في الأربعينات فيكشف فيه عن تركيبة اجتماعية تعتمد على ثيمة التجاور بين سكنة المدينة الاصليين والسكنة الطارئين. مما يعني أن المدن الميناء تكون في مراحل تاريخية مدنا ذات هوية شاملة تتداخل فيها الأجناس والمواقف. وباسلوب واقعي مشحون بالشعر قدم الشاهدة والزنجي رواية لم نجد لها في أدبنا القصصي مثيلا.
بعد هذه الرواية اصدر القاص عددا من الرواية منها كما أتذكر رواية رياح شرقية رياح غربية. ورواية أخرى تعتمد على خلفية الحرب مستبطنا حياة السياب دون أن يكون أدبه من أدب الحرب.

## مؤلفاته
1. الشاهدة والزنجي.
2. أشواق طائر الليل 1995.
3. صراخ النوارس 1997.
4. الشاطئ الثاني 1998.
5. رياح شرقية غربية 1998.
6. امرأة الغائب.
7. بيت على نهر دجلة 2006.
8. وجع الكتابة، مذكرات ويوميات 2001، دار الشؤون الثقافية، بغداد.

### القصصية
1. مجرمون طييون 1954، منشورات أسرة الفن، بغداد.
2. غضب المدينة 1960، منشورات الثقافة الجديدة، بغداد.
3. حيرة سيدة عجوز 1986، منشورات مطبعة عشتار، بغداد.
4. أجراس:(مختارات) 1991 دار الشؤون الثقافية، بغداد.
5. شتاء بلا مطر 2000، اتحاد الأدباء العرب، دمشق.
6. شواطئ الشوق 2001، دار الشؤون الثقافية، بغداد.